# Delosperma giffenii
Delosperma giffenii är en isörtsväxtart som beskrevs av Lavis. Delosperma giffenii ingår i släktet Delosperma, och familjen isörtsväxter. Inga underarter finns listade i Catalogue of Life.